# كير

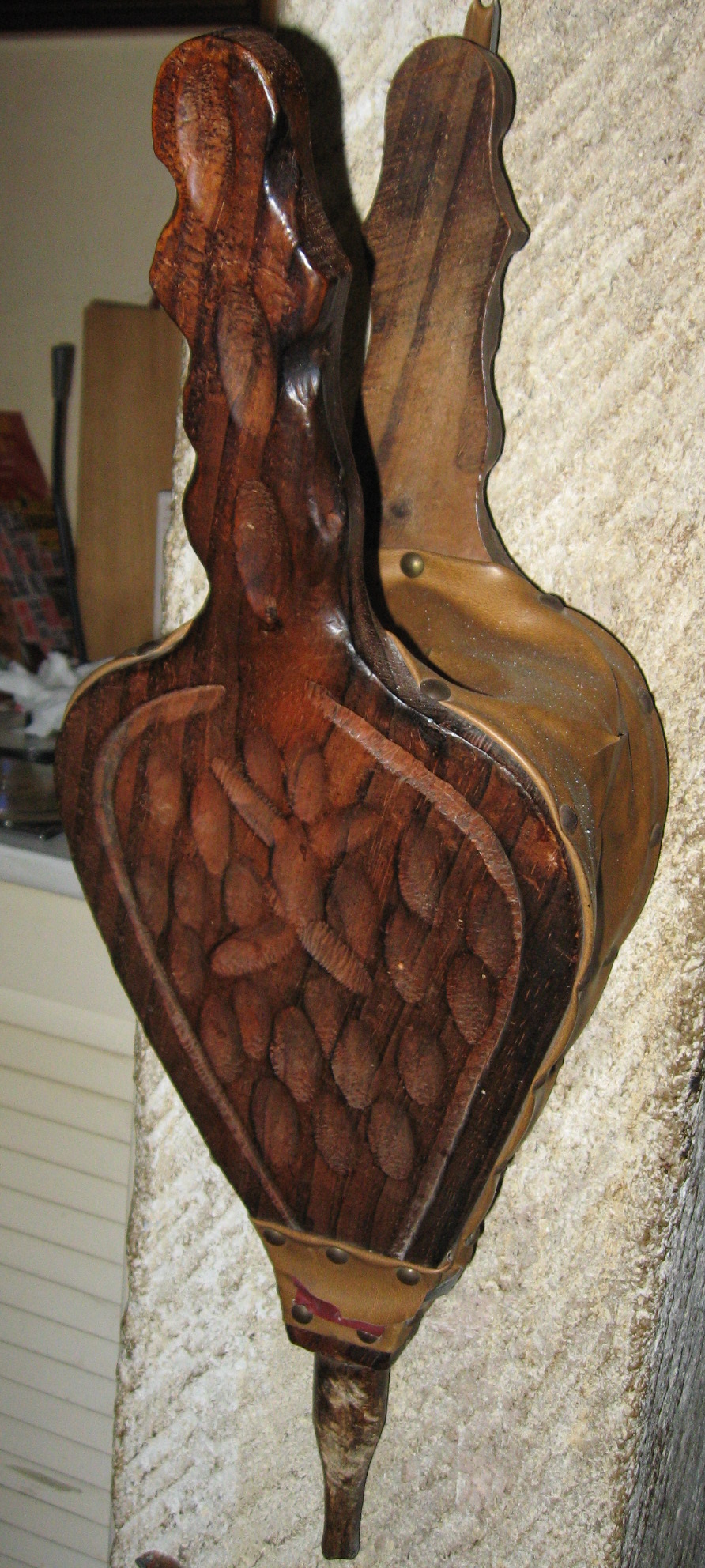
أنموج أمريكي الصنع لذات الخوار.

الكِير أو المنفاخ هي قطعة خشب صلدة، مروحية الشكل، صنعها الأستراليون الأصليون. فعندما تتأرجح هذه الخشبة في طرف الحبل، فإنه يدور بسرعة فائقة، وتتولَّد عنه أصوات عالية شبيهة بصوت الأنين. ويستخدم الأستراليون الأصليون المنفاخ، في شعائرهم السرية. وتعتقد النساء والأطفال بأن ذلك الصوت إنذار للابتعاد عن أماكن الشعائر المقدسة ـ كما يزعمون ـ وقد قام الأستراليون الأصليون في أجزاء من منطقة أرنهم، بأرجحة الحبل لإحداث 20 نغمة في الوقت نفسه، وعد ذلك ذروة لممارسة شعائر معينة. وتتراوح ذات الخوار ـ من حيث الطول ـ بين سنتيمترات قليلة و30 سم.